# Sphenomorphus mindanensis
Sphenomorphus mindanensis är en ödleart som beskrevs av  Taylor 1915. Sphenomorphus mindanensis ingår i släktet Sphenomorphus och familjen skinkar. IUCN kategoriserar arten globalt som nära hotad. Inga underarter finns listade i Catalogue of Life.